# 时间加权平均价格
时间加权平均价格（英語：time-weighted average price，首字母縮略字：TWAP）在金融业中是指特定时间内证券的平均价格。TWAP有时也用于描述TWAP卡，这是一种尝试执行订单并实现TWAP或更好的策略。TWAP策略支持更复杂的买卖方式，而不是简单地集体执行订单：例如，在一个街区倾销大量股票可能会影响市场认知，从而对价格产生不利影响。